# جوزيف سانشيز
جوزيف سانشيز (بالإنجليزية: Joseph Sanchez)‏ هو رسام أمريكي، ولد في 1948.